# Scutops peruanus
Scutops peruanus är en tvåvingeart som beskrevs av Willi Hennig 1952. Scutops peruanus ingår i släktet Scutops och familjen savflugor.
Artens utbredningsområde är Peru. Inga underarter finns listade i Catalogue of Life.